# عشق یکسان
"عشق یکسان" (به انگلیسی: Same Love) چهارمین تک‌آهنگ از گروه موسیقی سیاتلی مکلمور و رایان لوئیس از اولین آلبوم استودیویی آنها سرقت است این ترانه همراه با مری لمبرت خوانده شده و درباره قانونی سازی ازدواج همجنس‌گرایان در ایالت واشینگتن است. این ترانه در نیوزلند به رتبه ۱۱ و در آمریکا به ۱۱ جدول رسید.
جلد این ترانه تصویر عموی مکلمور، جان هگرتی (به انگلیسی: John Haggerty) و شریکش، شان است.
«عشق یکسان» یکی از ترانه‌ها در هفته غرور یوتیوب بود.

## پس‌زمینه
بخش‌هایی از این ترانه که توسط مری لمبرت خوانده می‌شود بازتابی از زندگی واقعی خود اوست. جملهٔ «در یکشنبه‌ها گریه نمی‌کنم.» در واقع به زندگی او به عنوان یک مسیحی همجنس‌گرا اشاره دارد.

## جایزه‌ها و نامزدی‌ها
| Year | مراسم                     | جایزه                                            | نتیجه    |
| ---- | ------------------------- | ------------------------------------------------ | -------- |
| ۲۰۱۳ | جوایز موزیک ویدئوی ام‌تی‌وی | جایزه ام‌تی‌وی برای بهترین نماهنگ با پیامی اجتماعی | پیروز    |
| ۲۰۱۴ | جایزه گرمی (پنجاه و ششم)  | جایزه گرمی برای بهترین ترانه سال                 | نامزدشده |